# Antoni Soświński
Antoni Tomasz Soświński (ur. 6 stycznia 1847 w Kaninie, zm. 15 lutego 1926 w Krakowie) – polski nauczyciel; profesor gimnazjalny, działacz społeczny.
Syn Jana Soświńskiego. W latach 1868–1873 studiował na wydziale filozoficznym, a następnie, w latach 1895–1901, na wydziale teologicznym Uniwersytetu Jagiellońskiego.
Po śmierci żony, Honoraty z Soświńskich, z którą miał czworo dzieci, wybrał stan duchowny i 10 czerwca 1901 przyjął święcenia kapłańskie z rąk kardynała Puzyny.
W latach 1873–1879 nauczyciel języka niemieckiego w Gimnazjum im. Franciszka Józefa I we Lwowie, a następnie w Gimnazjum św. Anny w Krakowie. W latach 1885–1905 profesor gimnazjalny w II Liceum Ogólnokształcącym im. Króla Jana III Sobieskiego w Krakowie. W roku 1906 został dyrektorem Zakładu Św. Józefa dla Osieroconych Chłopców.
Pochowany, wraz z żoną, w grobowcu rodzinnym na cmentarzu Rakowickim w Krakowie.